# Kavalír king Charles španěl
Kavalír king Charles španěl je společenské plemeno psa. Elegantní a dobře vyvážený pes s jemným výrazem a harmonickou stavbou těla.
Jde o plemeno uznané Mezinárodní kynologickou federací (FCI), ve skupině 9 a sekci 7 English Toy Spaniels.

## Historie

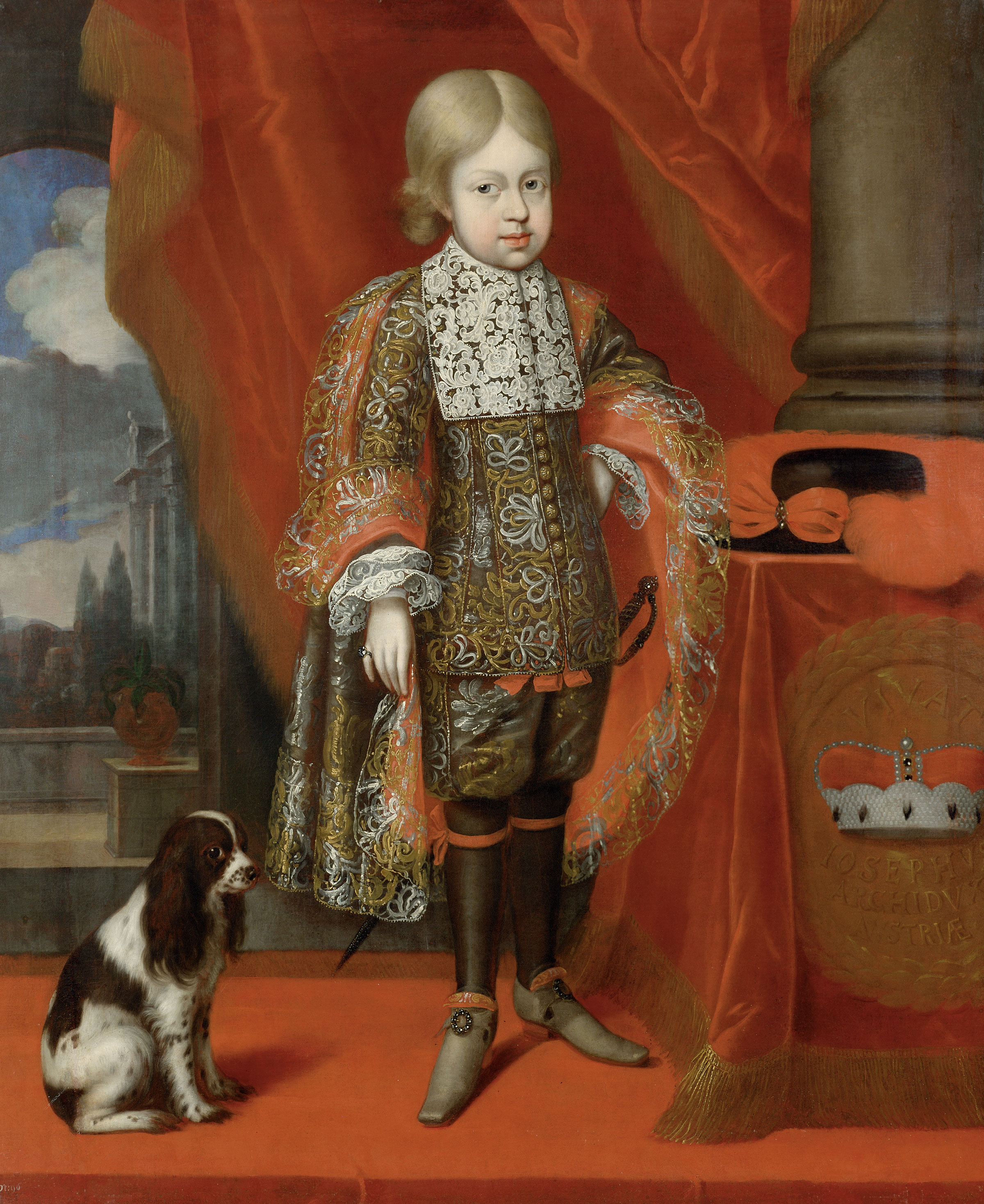
Benjamin von Block: Budoucí rakouský císař Josef I. se svým kavalírkem, 1684

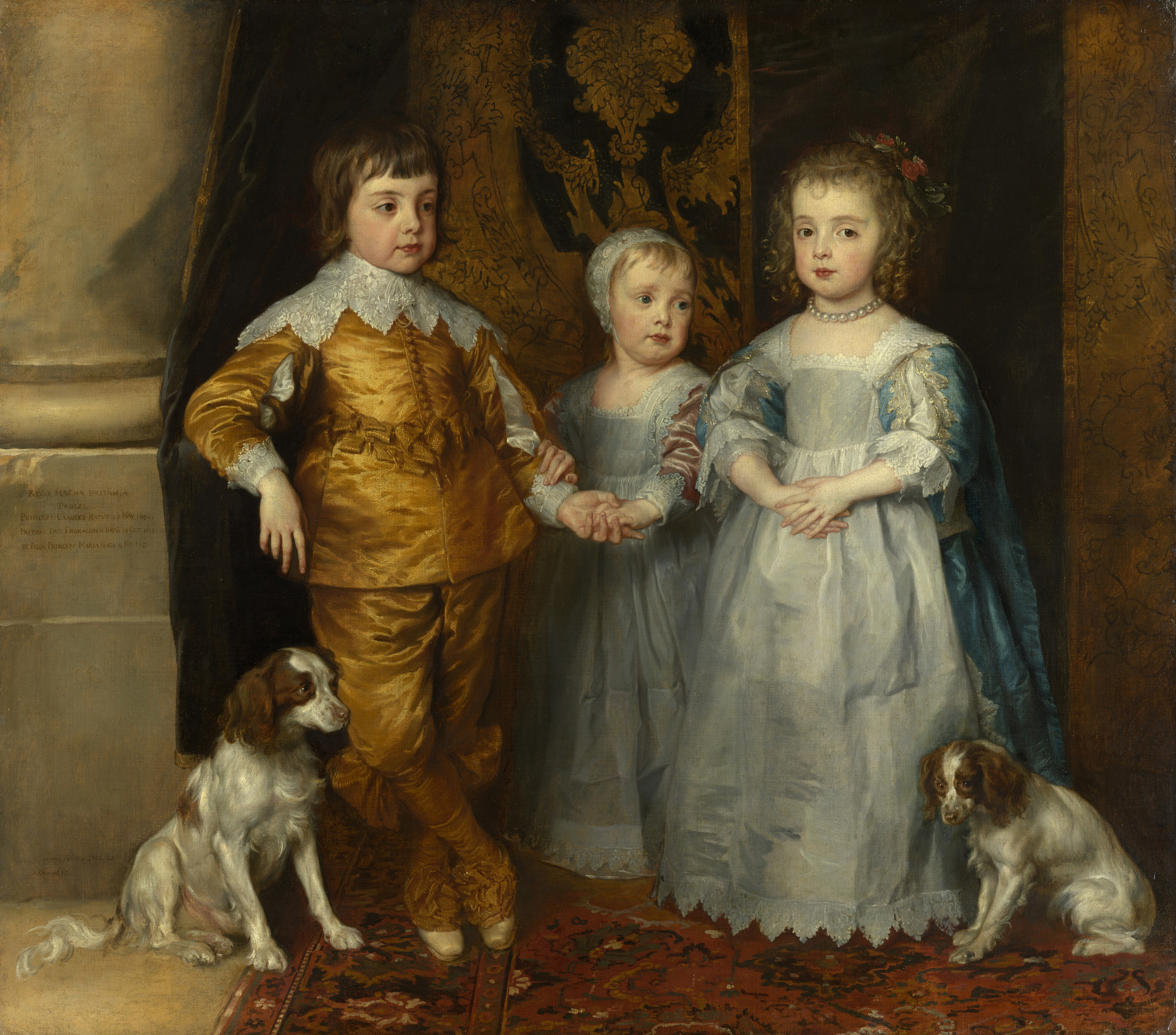
A. van Dyck: Budoucí anglický král Karel II. se sestrami a malými španěly, 1635-1636

V historii byli tzv. „malí španělé“ oblíbení hlavně u šlechtických dětí, ženám sedávali na klíně a zčásti je tak chránili před průvanem ve studených domech nebo v kočárech na cestách. Trpasličí španělé (toy spaniels, tak byli dříve označováni) pocházejí z loveckého španěla, který byl známý už ve středověku a ze kterého se před 400 lety stal společenský pes. Na mnoha obrazech byli zobrazováni po boku budoucích králů. Chov trpasličích španělů se rozšířil v Anglii za vlády Karla I. a jeho syna Karla II., který jim dal pojmenování,[zdroj⁠?!] velmi je miloval a hodně se jim věnoval.[zdroj⁠?!] Král rozhodl, že jim nesmí být žádné dveře uzavřeny, tedy že mohou jít kamkoliv, dokonce měli povolen vstup do anglického parlamentu a je tomu tak dodnes.[zdroj⁠?!] Od konce 17. století přinesla móda oblibu kulatých hlav a krátkých nosů, což ovlivnilo chov malých španělů, až se z původního britského plemene krále Karla I. stalo dnes velmi uznávané plemeno king Charles španěl. Tak se původně jedno plemeno rozdělilo na dvě samostatná. Malí španělé s krátkým nosem, kulatou hlavou a menším tělem – king Charles španěl a malí španělé s normálním nosem a hlavou – kavalír king Charles španěl. Původní, tedy kavalíři, skoro vyhynuli. Podobně to bylo i s jejich barevnými kombinacemi. I když hnědobílá kombinace, která byla chovaná v paláci Blenheim se udržela díky oblibě. Až začátkem 19. století vznikl nápad vyšlechtit původní typ španělů, tedy kavalírů, zpět. V roce 1975 byl do Československa dovezen první kavalír a později se jejich chov rozšířil. Oficiální rozdělení plemen kavalír king Charles španěl a king Charles španěl uznal Kennel Club až v roce 1945. Od té doby se lidé více věnují kavalírům. Pro zajímavost se v dnešní době ve Velké Británii ročně narodí zhruba 10 – 15 000 kavalírů a jen asi 350 kingů.[zdroj⁠?!]

## Vzhled

### Barva srsti
Blenheim (BH): Perlově bílý podklad se sytě kaštanovými znaky, na hlavě by znaky měly být rozloženy tak, aby nechaly mezi ušima prostor na tzv. "korunku" či kosočtverečnou známku, která je charakteristická pro toto plemeno. Srst je kaštanově zbarvena i na lících, uších a kolem očí.
Black and Tan (BT): Základ tvoří sytá, lesklá, havraní čerň s tříslovitými znaky nad očima, na vnitřní straně uší a ocasu, na tlamě, lících, končetinách, a na hrudi. Bílé znaky jsou nežádoucí.
Ruby (RU): Zbarvení srsti je jednobarevné, tedy zářivě kaštanové až červené. Bíle znaky jsou nežádoucí.
Tricolor (TR): Trojbarevné zbarvení. Bílá a černá barva je na těle rovnoměrně rozložená. Ohnivě hnědé znaky se vyskytují nad očima, na lících, na vnitřní straně uší a končetin a na spodní straně ocasu.

### Tělo

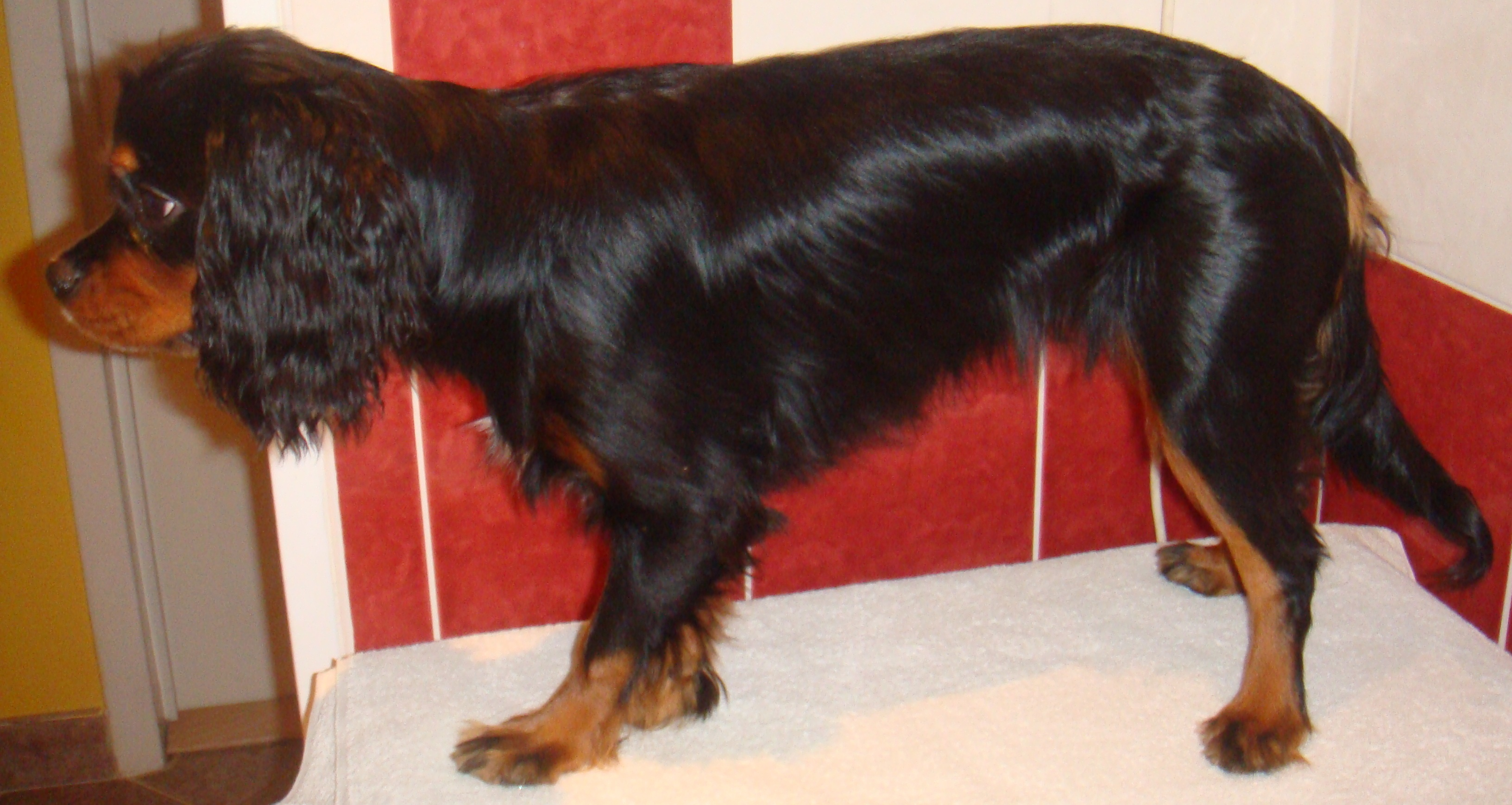
Tělo kavalíra – barva Black and Tan

Hlava je mezi ušima skoro plochá. Lebka je v poměru k tělu těžká. Délka čenichu od základu stopu ke špičce nosu je asi 3,81 cm. Nos je vždy černý s dobře vyvinutými nozdrami (žádné známky zesvětlení). Čenich se směrem ke špičce zužuje. Stop je mělký. Pysky jsou dobře vyvinuté. Oči jsou velké, tmavě hnědé, kulaté ale zase ne vypouklé, prostorově dobře rozložené. Uši jsou delší, výše postavené a bohatě osrstěné, jemně zvlněné. Krk je středně dlouhý a lehce klenutý. Mají silné čelisti s úplným chrupem a pravidelným, kompletním nůžkovým skusem. To znamená, že horní řezáky překrývají těsně spodní a v čelisti jsou zasazeny kolmo. Trup je krátký s rovným hřbetem a dobře klenutými žebry. Přední část těla – hrudník je středně velký, lopatky jsou dobře položené dozadu, středně silné kosti, přední končetiny rovné. Zadní část těla – kosti jsou středně silné, přiměřeně k síle plemena, kolena jsou dobře zaúhlené, bez tendence ke špatnému postoji (kravský, sudovitý). Tlapky jsou uzavřené s plnými polštářky, a vždy dobře osrstěné. Ocas je k délce těla přiměřeně dlouhý (cca 25–30 cm), dobře nasazený, radostně nesený, ale ne příliš nad úroveň hřbetu. Srst je dlouhá, hedvábná na dotek, bez kudrn, jemné zvlnění je však přístupné, a to na uších, ocasu a končetinách. Srst se nestříhá ani netrimuje.

## Povaha
Kavalíři jsou převážně veselí, přátelští, společenští, inteligentní, neútoční, nebojácní, nemívají sklon k nervozitě. Jsou čilí a přítulní, láskyplní, trpěliví k dětem a oddaní svému páníčkovi i sportovně nadaní.[zdroj⁠?!] Kavalír, díky své povaze, je vhodný jak k dětem, tak k seniorům, ačkoliv potřebuje dostatek pohybu. Kavalír se s vámi rád vydá na delší procházku, ale bude se klidně i celý den vyvalovat na gauči. Kavalíři se umí velice dobře přizpůsobit.

## Péče

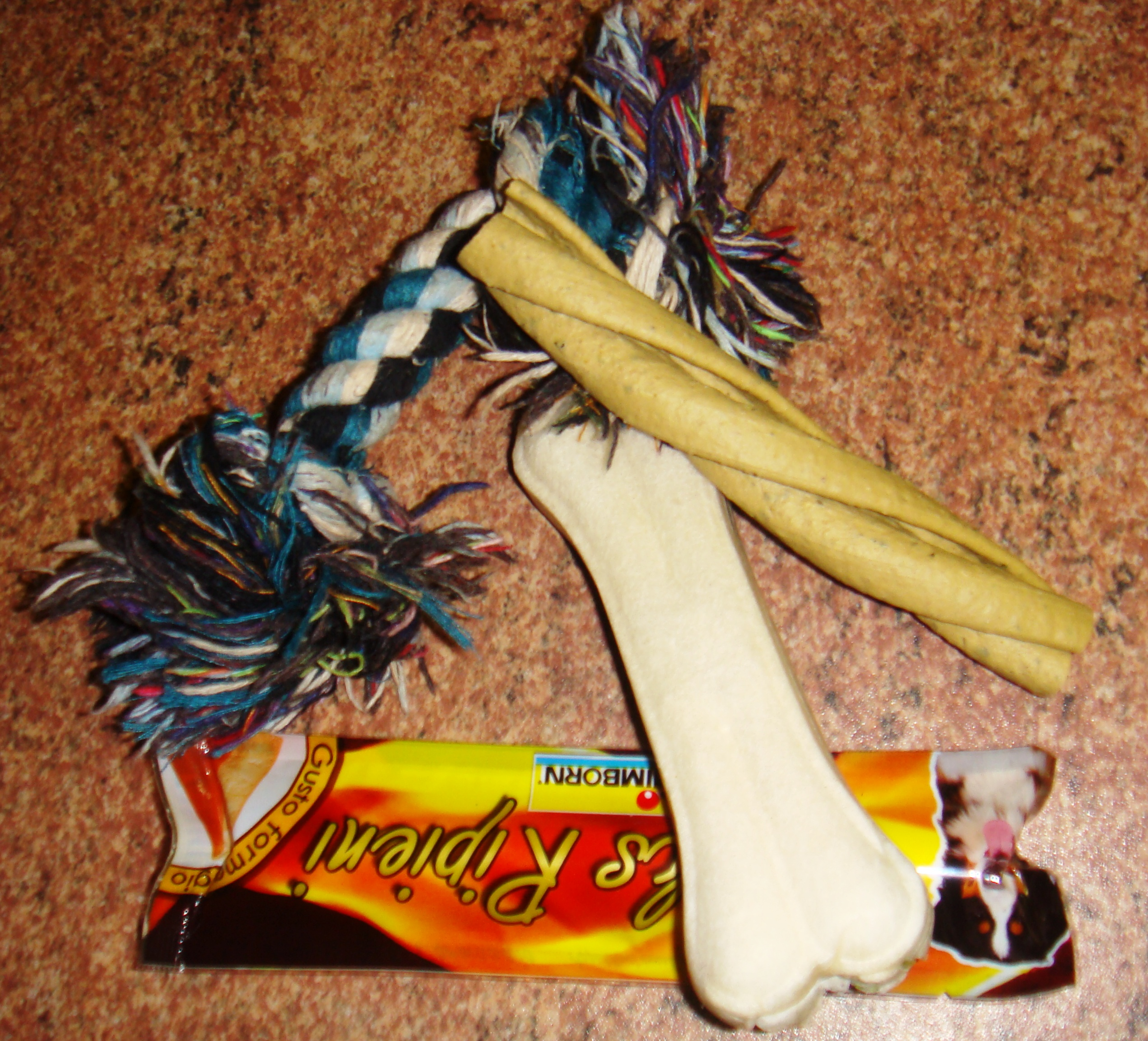
Kostičky a doplňkové krmivo

Tohle plemeno z hlediska péče a výživy není náročné. Kavalírům stačí menší porce potravy, i když drobnými pamlsky nikdy nepohrdnou. Kavalíři milují společnost, proto není vhodné, aby kavalír byl často sám nebo zavřený celý den v kotci.
Srst kavalíra je nutné alespoň 1x týdně pročesávat, hlavně v oblasti uší a hrudníku, kde je srst delší. Srst se zásadně nestříhá ani netrimuje (jedině na výstavy se občas zastřihují konečky srsti na tlapkách). Kavalíři obvykle línají dvakrát do roka. Důležité je také časté čištění uší, aby nedošlo k zánětu zvukovodu. Pokud si sami neobrušují drápky, hlavně ze začátku, je potřeba jim je zastřihávat.

## Vady

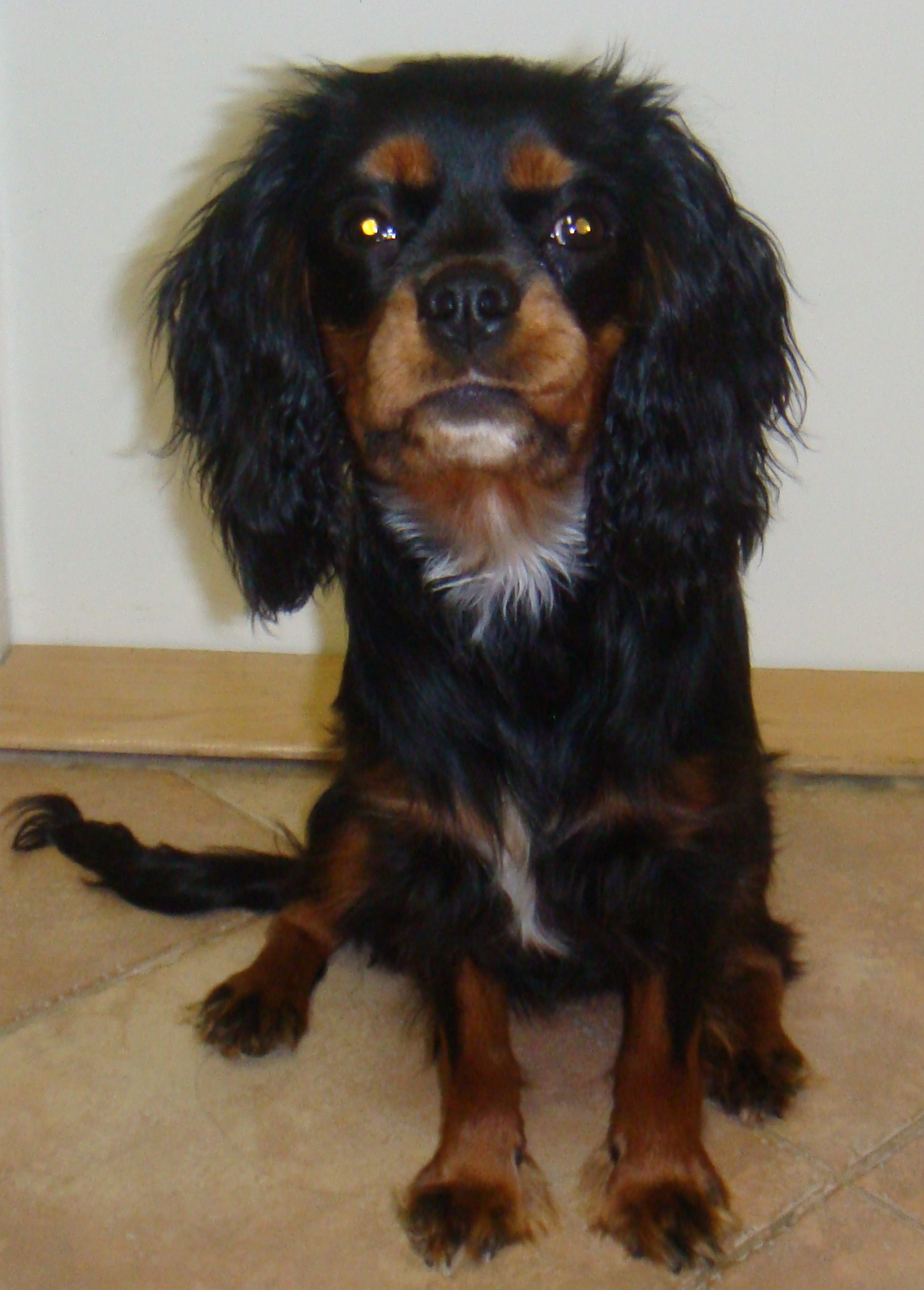
Kavalír BT, který má bílé znaky – nepřípustné

Jakékoliv odchylky od výše uvedených bodů jsou považované za vadu. Závažnost vady je posuzována v souvislosti s jejím stupněm a taky v tom, jaký vliv má na zdraví psa. Pes který evidentně projevuje psychické nebo fyzické abnormality bývá často diskvalifikován. Hrubé vady: když je pes celkově netypický, bázlivý nebo agresivní, když má kulatou hlavu se sraženým nosem (hlava king Charlese španěla), příliš dlouhý nebo krátký nos, předkus nebo podkus, výraznost v postavení končetin, kdy to psovi znemožňuje volný pohyb, ocas který je stočený nad hřbet (špic), velmi krátká nebo příliš zvlněná srst, jakékoliv jiné barvy nebo kombinace barev než které jsou přípustné.

## Výcvik a sporty

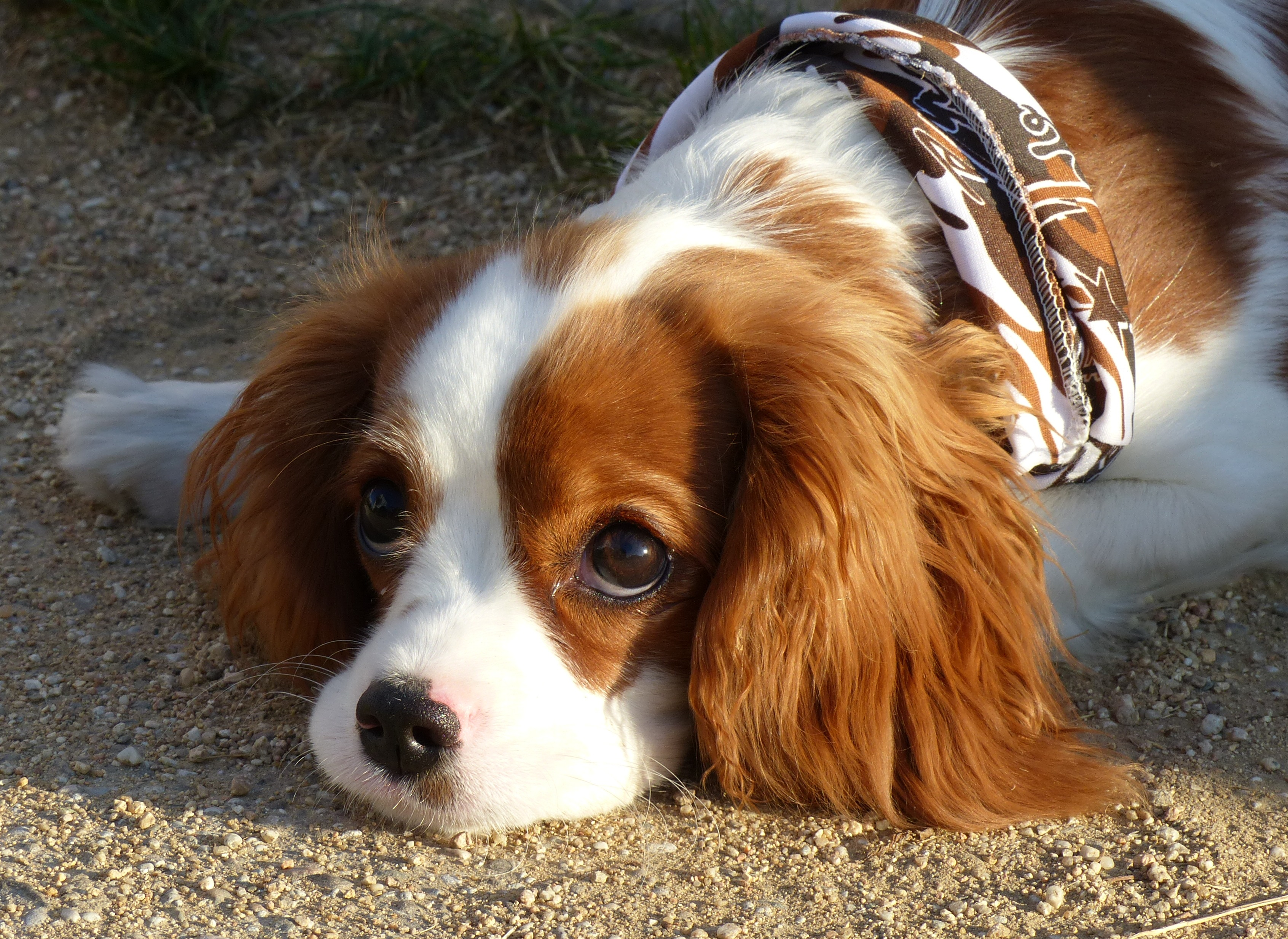
Portrét mladé fenky

Kavalíři jsou nejen společenští, ale jsou inteligentní, chytří a také dobře sportovně založení. Základy slušného chování a poslušnosti by měly být jako u každého plemena samozřejmostí. Pes by měl slyšet na své jméno, a taky by měl přijít když jej zavoláte. Při výcviku musíte být důslední, což znamená, že když dáte psovi nějaký povel, musíte trvat na tom, aby byl splněn. Samozřejmě nemá cenu dávat povel Ke mně!, když pes utíká za zajícem do pole, protože je jasné, že ve většině případů vás neposlechne, ale naopak až se bude vracet, tak říkejte Ke mně! aby pes věděl co ten povel znamená. Kavalír je učenlivý a je schopný se naučit i jiným kouskům, než jsou základní povely. Například hledání skrytých předmětů, rozlišování, podávání atd. Kavalíři rádi sportují. Oblíbenými sporty jsou agility, kde pes musí skákat či přelézat přes překážky, nebo projít tunelem. Dále pak fly ball, kde musí chytat letící míček, dogdancing, kde psovod tancuje se psem a provádějí různé otočky při hudbě nebo dogfrisbee, kde zase musí chytit letící talíř. Potom coursing, kde musí kavalíři běhat ve volné přírodě s hrboly, příkopy a kličkováním anebo dogtrekking, což je extrémní kynologický sport, který je založen na vytrvalosti. U tohoto sportu se překonávají mimořádné vzdálenosti v časovém limitu. Nejkratší vzdálenost se počítá 40 km, nejdelší 100 km a více.

## Onemocnění

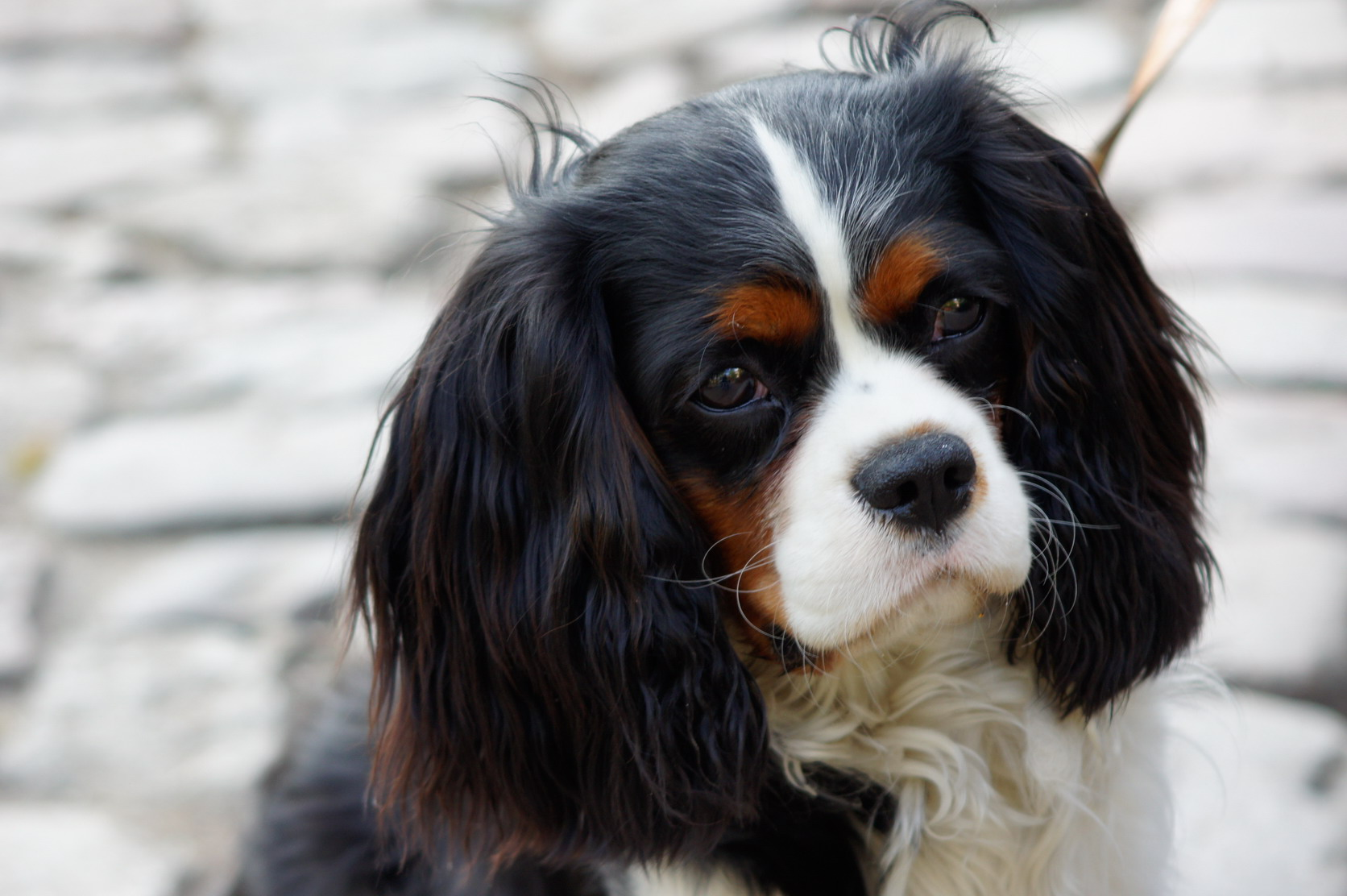
Cavalier king charles spaniel

Onemocnění srdce: Kavalíři mají sklony k některým dědičným chorobám a vadám. Onemocnění srdce jsou jedna z nejčastějších a nejvážnějších onemocnění, které se u kavalírů vyskytuje. Nejčastější ze získaných nebo vrozených vad je endokardióza, což je chronické degenerativní onemocnění srdečních chlopní. Nejčastěji u dvojcípých chlopní ji způsobují degenerativní změny. Je to nevyléčitelná choroba srdce, která je získaná a často i dědičná. Symptomy této nemoci se bohužel začínají projevovat až u pejska ve středním věku.
Syringomyelie (SM) je vývojová anomálie lebky, mozku a míchy. Je to rozšíření centrálního kanálku míchy a tvorba mokem naplněných dutinek uvnitř míchy. Rozpínáním takovýchto dutin dochází k ovlivnění okolních nervových drah míchy. První projevy onemocnění se dají zpozorovat obvykle mezi 5. měsícem až 3. rokem věku, nezáleží na pohlaví ani barvě srsti. Přitom riziko objevení se klinických příznaků narůstají ve věku 6 až 7 roků. Často se objevuje bolestivost krku, která se projevuje především škrábáním v oblasti ramen, uší, krku a hrudní kosti, často jen na jedné straně. Takový záchvatovitý typ bolesti se objeví při pohybu, rozrušení nebo i při zatahání za obojek. Bolest se může objevit při manipulaci s postiženou oblastí, vyskytuje se citlivost v oblasti uší. Psi se syringomyelií mohou mít i další neurologické příznaky, například skoliózu, slabost a atrofii svalstva hrudních končetin, ataxii pánevních končetin. Jedinou metodou diagnostiky onemocnění je MRI vyšetření. Terapeutické řešení onemocnění je buď konzervativní (pomocí léků) nebo chirurgické.
Dysplazie kyčelních kloubů (DKK): Dysplazie kyčelních kloubů je převážně vrozená vývojová vada, která postihuje hlavně velká plemena, takže u kavalírů není až tak častá. Spočívá v tom, že kyčelní kloub a kloubní jamka do sebe nepřesně zapadají anebo nejsou zcela vyvinuty.
Luxace patelly: Jedná se o vrozenou luxaci (vymknutí, vykloubení) čéšky. Často se vyskytuje právě u trpasličích a malých plemen. Čéška je velmi důležitou částí kolenního kloubu a má ojedinělou funkci při natahování kolena. Zvířata, která trpí touhle nebo jakoukoliv deformací kolenní čéšky, pak nemohou natáhnout kolenní kloub, což může způsobit různé deformace pánevních končetin.
Záněty zvukovodu: Jelikož je kavalír plemeno, které má uši zavěšené a bohatě osrstěné, tak je občas náchylný k ušním infekcím. Infekce může způsobit nějaký předmět, který se dostane do ucha nebo zanedbání hygieny, zapařená srst v uších anebo se může přenést z jiného psa. Zánět zvukovodu se u psů většinou projevuje tak, že si pejsci často drbají uši, třepou hlavou a zvukovod výrazně zapáchá.

## Výstavy
Kavalír se může účastnit výstav jedině s PP (průkazem původu). Na výstavách rozhodčí hledají na kavalírovi znaky, ve kterých se nejvíce blíží standardu a také vlastnosti kterými se liší. Rozhodčí hodnotí zejména: jak pes působí celkově navenek, jeho eleganci, do určité míry jeho povahu a ušlechtilost, potom také jednotlivé části těla: utváření hlavy, nesení a nasazení uší, tvar a barvu očí, hřbet rovný či klenutý, jak je nasazený a nesený ocas, kvalitu a vybarvení srsti.